# Picot de clatell groc de Java
El picot de clatell groc de Java (Chrysophlegma mentale) és una espècie d'ocell de la família dels pícids (Picidae) que habita la selva humida i boscos densos a les terres baixes de Java.